# 1954年危地马拉政变
1954年危地马拉政变是美国中央情报局代号PBSUCCESS（英語：Operation PBSUCCESS），为罢免危地马拉民选总统哈科沃·阿本斯，结束1944–1954年危地马拉左翼势力执政的秘密行动，政变扶植了军事独裁者卡洛斯·卡斯蒂略·阿玛斯上台，他是美国在危地马拉扶植的首个独裁统治者。
1944年，危地马拉革命爆发，民众起义推翻了独裁者豪尔赫·乌维科，胡安·何塞·阿雷瓦洛赢得危地马拉国内的1944年危地马拉大选后上台执政。新总统推行最低工资和接近普遍的选举权，旨在将危地马拉打造成自由民主制国家。1951年，继任阿雷瓦罗的阿本斯展开土地改革，为无地的农民提供财产。然而，美国联邦政府担心危地马拉在冷战背景下革命受到影响，会加入共产主义阵营，阿本斯掌权和共产党的合法化使得这种看法逐渐增强。受到危地马拉剥削性劳工行为影响高利润业务的联合果品公司参与了一场有影响力的游说活动，说服美国推翻危地马拉政府。1952年，美国总统哈瑞·杜鲁门授权开展PBFORTUNE行动，推翻阿本斯，然而行动很快就被中断，成为了PBSUCCESS行动的前者。
1953年，德怀特·艾森豪威尔当选美国总统，他承诺采取更强烈的反共产主义立场。他的内阁成员约翰·福斯特·杜勒斯和艾伦·杜勒斯与联合果品公司的关系，也使得他们倾向于对危地马拉政府采取行动。此外，美国联邦政府夸大了阿本斯顾问团队中少数共产党人对共产主义的影响。1953年8月，艾森豪威尔授权中情局发动PBSUCCESS行动。中情局给予卡洛斯·卡斯蒂略·阿玛斯下手480名士兵武装、资金和训练。政变前夕，美国在国际上批评孤立危地马拉。1954年6月18日，卡斯蒂略的军队在一场激烈的心理战运动的鼓舞下，入侵危地马拉。期间，一家播送反政府宣传节目的电台和军事行动催生暴乱的说法，声称是真正的新闻，同时危地马拉城发生多次爆炸，危地马拉海域遭封锁。入侵军队的战绩不佳，大部分攻势被击退。不过，心理战和美国入侵的可能性吓倒了危地马拉军，危地马拉军拒绝应战。阿本斯有段时间尝试武装平民抵御入侵，直到他6月27日辞职。十天后，经圣萨尔瓦多的谈判，卡斯蒂略·阿玛斯出任总统。
此次政变被称为危地马拉民主的最终死刑，在国际上受到广泛批评，助长了拉丁美洲长期的反美情绪。为了证明政变合理性，中情局发动PBHistory行动，从阿本斯时代的文件中搜寻苏联对危地马拉的影响，结果失败。卡斯蒂略·阿玛斯迅速执掌独裁權力，禁绝反对党，监禁折磨政治反对派，逆转革命的社会改革成果。之后，左翼游击队和实行灭绝玛雅人等残暴政策的独裁政权陷入长达40年的内战。

## 历史背景

### 门罗主义

门罗主义认为包括危地马拉共和国在内的西半球是美国势力的影响范围。

1823年，美国总统詹姆斯·门罗发表外交政策，警告欧洲大国不要进一步殖民化拉丁美洲。门罗主义既定目标是维持秩序和稳定，确保美国获取资源和市场不受限制。历史学家马克·吉尔德胡斯（Mark Gilderhus）表示该政策也包括居高临下的种族主义措辞，将拉丁美洲国家比作吵架的小孩子。起初美国尽管缺乏施行该政策的权力，但在19世纪，欧洲大国纷纷撤出拉丁美洲，使得美国在该地区扩大势力范围。1895年，格罗弗·克利夫兰提出了更加激进的说法，声称美国是拉丁美洲“真正的君主”。
美西战争1898年爆发后，这种积极的解释被用来创造美国在整个加勒比海地区建立经济帝国，例如1903年与古巴的条约严重倾向美方利益。美国总统西奥多·罗斯福认为，美国应该是中美洲生产的主要受益者。美国利用武装干涉，在尼加拉瓜（1912年到1933年）和海地（1915年到1934年）实施这一霸权。美国不需要动用其在危地马拉的军事力量，因为当地的众多独裁者愿意为美国的经济利益服务，换取对他们政权的支持。危地马拉当时在中美洲国家中被称为香蕉共和国。1890年到1920年，对危地马拉资源和经济的控制从英国德国转向美国，美国成为危地马拉的主要贸易伙伴。门罗主义继续被认为和危地马拉有关，被用来为1954年的政变辩护。

### 威权政府和联合果品公司

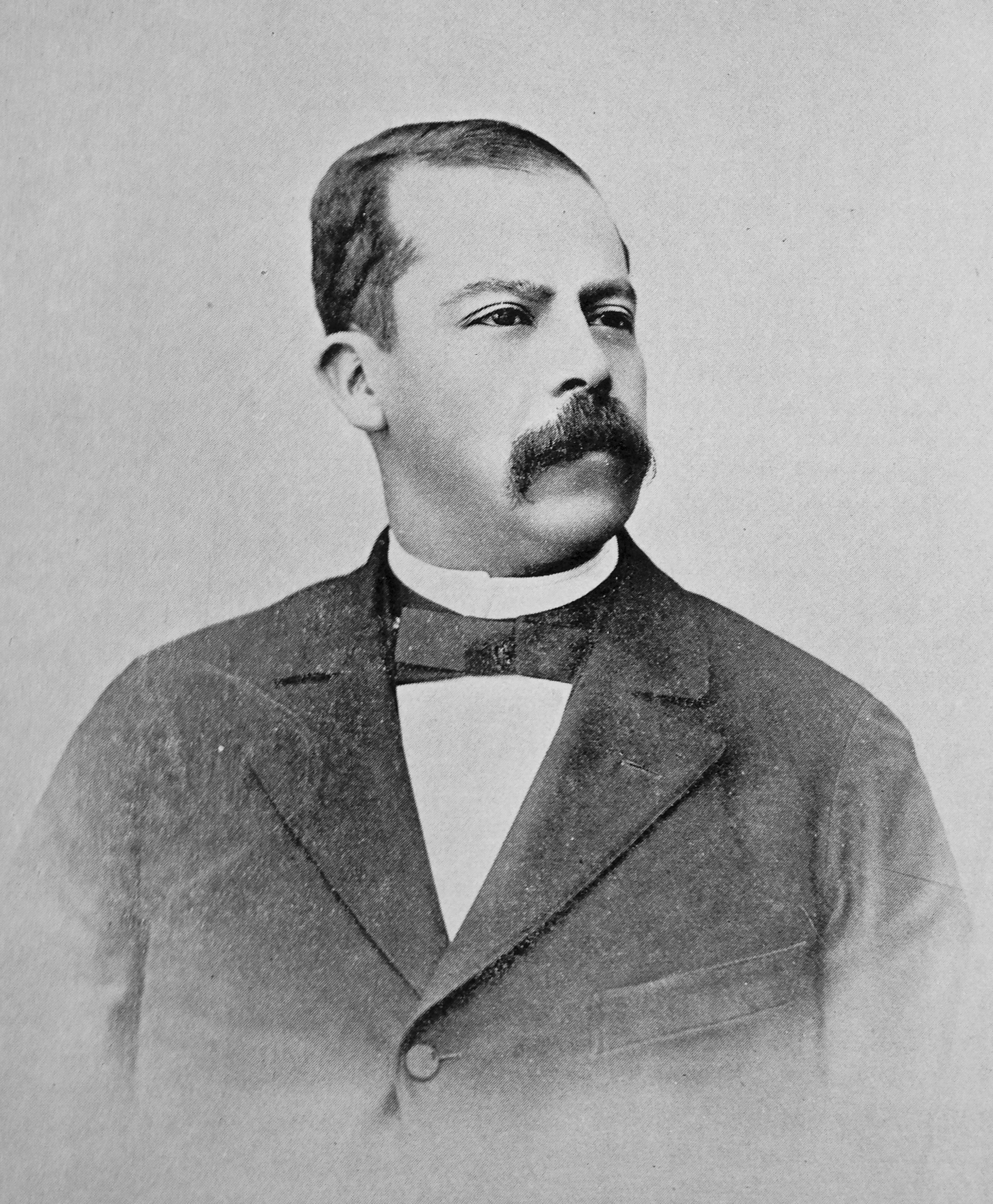
1890年到1920年的危地马拉总统曼努埃尔·埃斯特拉达·卡夫雷拉向联合果品公司作出巨大让步。

19世纪末，全球咖啡需求激增，危地马拉政府向种植园主做出了几项让步。它通过立法剥夺土著居民的公共土地所有权，允许咖啡种植者购地。1898年到1920年出任危地马拉总统的曼努埃尔·何塞·埃斯特拉达·卡夫雷拉是其中一位向联合果品公司等外国企业让步的统治者。1899年，美国两家大型公司合并的新实体成立，在中美洲持有大量土地，同时危地马拉政府控制着铁路、航运和通讯系统。到1900年，公司成为全球最大的香蕉出口商，并一举垄断了危地马拉的香蕉贸易。历史学家威廉·布魯姆认为联合果品公司在危地马拉中的角色俨如“深层政府”。美国政府和卡夫雷拉治下的危地马拉政府来往密切，频繁控制财政政策，确保美国公司获得多项专有权利。1920年，卡夫雷拉下台，美国立即派遣军队，确保新总统维持两国友好关系。
担心大萧条造成的骚扰引起民众反抗，富裕的危地马拉土地主向豪尔赫·乌维科提供支持，乌维科毫无争议地赢得了1931年大选。乌维科的政权是该地区最具压迫性的政权。他废除债务奴隶制，改成流浪法，规定所有工作年龄的无地男子每年至少需要参加100天的强制劳动。他授权土地主随心所欲采取措施，包括处决。乌维科崇拜贝尼托·墨索里尼和阿道夫·希特勒等欧洲法西斯主义领导人，又迫于地缘政治和美国结盟，统治期间获得国家的大力支持。身为坚定的反共主义者，乌维科向数起农民起义采取监禁和屠杀的反应。
到1930年，联合果品公司运营成本达到2.15亿美元，多年来一直是危地马拉最大的土地所有者和雇主。乌维科与公司签订新约，这对公司非常有利，其中包括200,000公頃（490,000英畝）的公共土地、免除所有税收、保证其他公司不会受到任何竞争合同。乌维科要求联合果品公司将手下工人的日薪限制在50美分，这样其他公司的工人就不太可能要求更高的工资。

### 危地马拉革命与阿雷瓦洛的总统任期
乌维科政府的高压政策于1944年引发大学生和中产阶级的起义。乌维科出逃，将权力移交给三人军政府继续执行，直到在十月的革命中被推翻。其后举行的大部分自由的选举安排保守派大学教授胡安·何塞·阿雷瓦罗上台。阿雷瓦罗政府起草了更自由的劳工法，建立医疗中心，提高教育资助。阿雷瓦罗实行最低工资，建立国营农场雇佣无地劳工。他还镇压共产主义政党危地马拉劳动党，并于1945年将少于500个工人的工会定为犯罪组织。到1947年，剩下的工会不断壮大，向他施加起草新劳动法的压力，使得工作场所歧视成为非法行为，并制定健康和安全标准。然而，阿雷瓦罗拒绝推广任何形式的土地改革，没有大幅改变农村劳动关系。
阿雷瓦罗尽管立场反共，依然遭到美国怀疑他受到苏联影响。阿雷瓦罗担任总统期间，共产主义运动变得更强大，部分原因在于他释放遭监禁的领导人，还利用了教师工会的力量。美国担心的另一个原因是阿雷瓦罗支持加勒比军团。军团由一群进步的流亡者和革命者组成，成员包括菲德尔·卡斯特罗，旨在推翻美国支持的中美洲独裁政权。政府在国内也面临着反对声音，阿雷瓦罗任职期间至少碰上了25次未遂政变。其中一场最为知名的政变是在1949年由弗朗西斯科·贾维尔·阿纳领导，他的支持者和阿雷瓦罗的国防部长哈科沃·阿本斯的军队爆发枪战，但没有成功。阿纳在枪战中遇害，未遂政变的细节从未向公众公布。阿雷瓦罗政府的反对力量还出自军队中在乌维科的独裁统治期间强大起来的右翼政治家和保守派，还有天主教会的神职人员。

### 阿本斯总统任期与土地改革
受欢迎的阿本斯赢得大体上自由的1950年大选，标志着危地马拉民选领导人之间首次的权力移交。阿本斯私下和共产主义政党危地马拉劳动党有些成员有联系，在他的统治下，危地马拉劳动党获得合法地位，部分成员甚至在起草新总统的政策发挥作用。尽管如此，阿本斯还是不打算将危地马拉变成共產主義國家，转而选择走温和的资本主义道路。危地马拉劳动党也致力于在现有法律内工作，实现从封建主义中解放农民，改善工人权益的短期目标。阿本斯政策中最为突出的部分是土地改革法案。阿本斯亲自起草该法案，向拉丁美洲的经济学家寻求意见。法律的重点是将荒地从大地主手中移交给贫农，贫农因而能够自行开发能独立发展的农场。
土地改革的正式名称为第900号法令。它将所有大于673英畝（272公頃）的荒地从地主手中征收。如果庄园在224英畝（91公頃）到672英畝（272公頃）之间，荒地只有在三分之二的土地被使用时才会被征用。地主会获得政府债券补偿，其价值等同于被征收土地价值，而土地价值由地主自行填写1952年纳税表申报。在近35万块私人土地中，只有1710块受征地影响。法律实施迅速，导致部分土地遭到肆意掠夺。还有针对地主及持有少量土地所有权的农民的暴力行为。

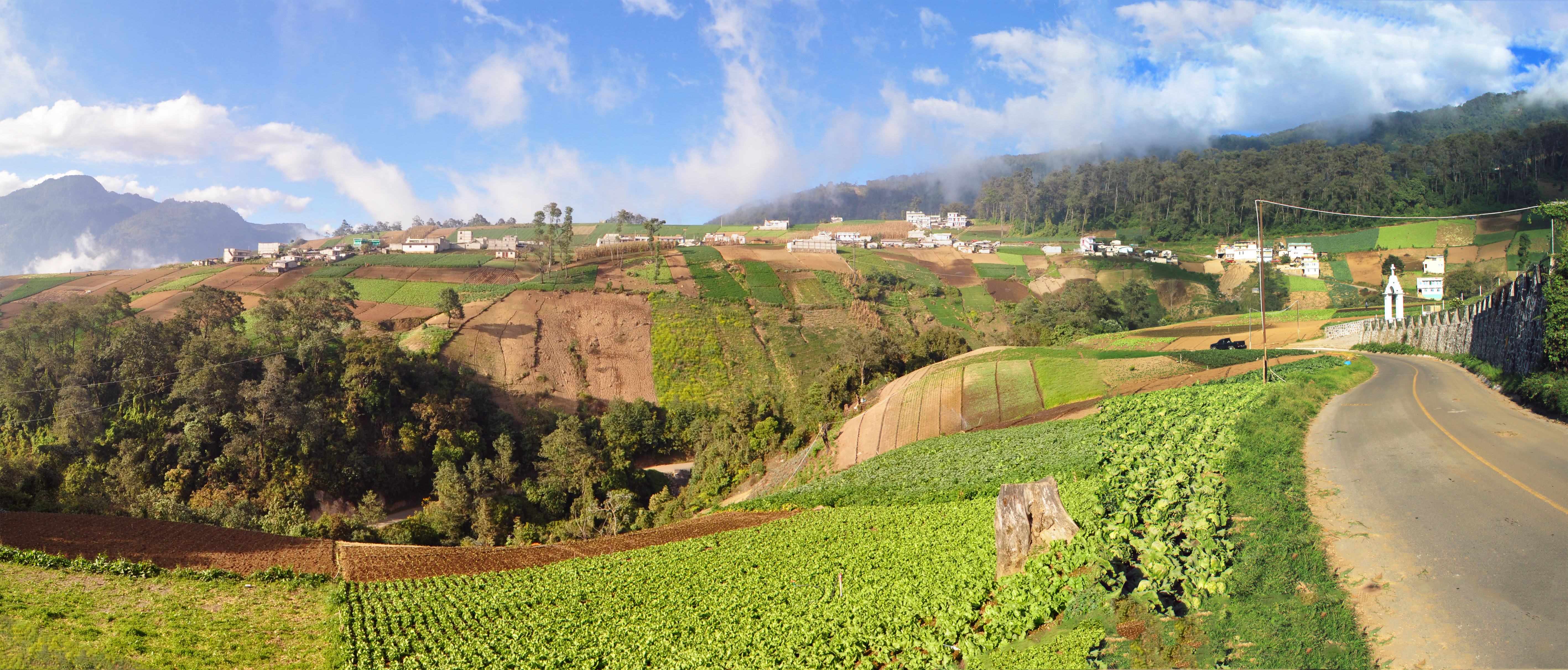
危地马拉西部克薩爾特南戈省的农地。

到1954年，土地征收和分配总量达1,400,000英畝（570,000公頃），占六分之一人口的50万人获得土地。和批评者的预测相反，法律导致危地马拉农业生产力略微增长，耕地面积增加，农用机械购买量也增加。总体上，法律显著提高了上千个农民家庭的生活水准，而其中土著占大多数。历史学家格雷·格兰丁认为法律代表着迄今为止被边缘化的基本权力转移。

## 起源和前奏

### 联合果品公司游说

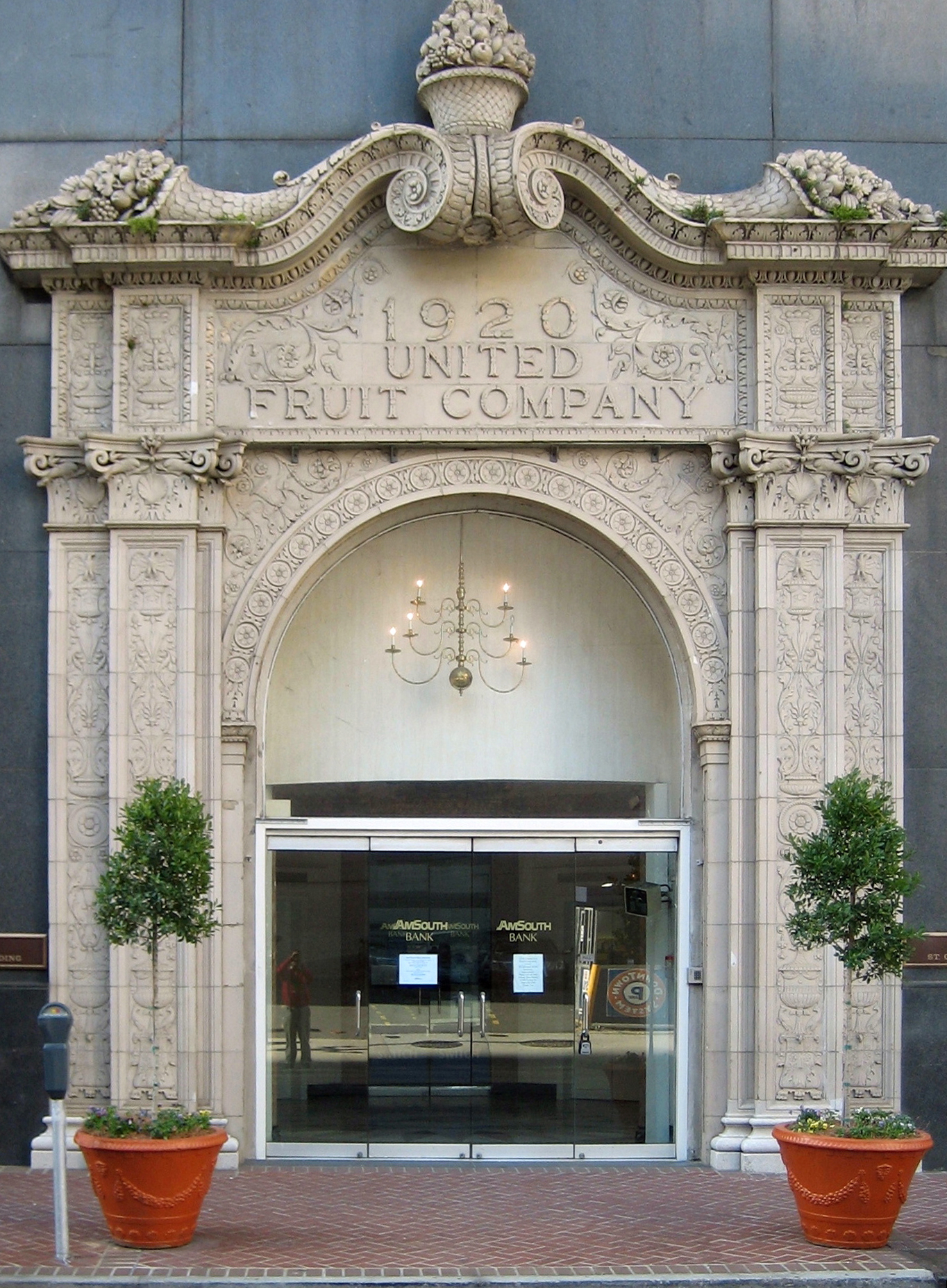
联合果品公司以前在新奥尔良的总部，该公司是挑起1954年政变的关键角色。

到1950年，联合果品公司年利率达到6500万美元，是危地马拉政府收入的两倍多。公司实质上还持有危地马拉在大西洋的唯一一个港口巴里奥斯港，使得他们从港口货物流通中获利。由于和乌维科政府的长期关系，危地马拉革命派认为联合果品公司是1944年后发展的障碍。公司对有色人种工人的歧视性政策加强了这一形象。受到规模的影响，阿本斯政府改革对联合果品公司的影响胜过其他公司。此外，新的劳动法案允许联合果品公司工人发起罢工，要求没有实现的更高工资和工作安全保障。公司认为自己是改革专门针对的目标，拒绝和众多罢工者谈判，尽管经常违反新法令。公司的麻烦将1952年第900号法令的通过复杂化。在公司拥有的550,000英畝（220,000公頃）土地中，只有15%获耕种，剩下的是闲地，因此属于土地改革法的范畴。
对此，联合果品公司集中游说美国政府，多名国会议员批评危地马拉政府不保护公司的利益。危地马拉政府则回应称，公司是该国发展的主要障碍。美国历史学家认为：“危地马拉人似乎认为他们的国家被外国利益集团无情剥削，拿走巨大利润，没有为该国的福祉作出过任何贡献”。1953年，政府征收200,000英畝（81,000公頃）荒地，给公司开出的赔偿利率为每亩2.99美元（即每公顷7.39美元），是公司买地成本的两倍。不久后，征地行动加快，总征地面积超过400,000英畝（160,000公頃），政府开出公司为了纳税给自己的财产估价的赔偿利率。由于这次是很大的低估，公司不满赔偿，进一步游说华盛顿，尤其是和公司关系密切的美国国务卿约翰·杜勒斯。
联合果品公司还发动公关活动诋毁危地马拉政府。公司雇佣多年来发动误导攻势，将公司描绘成危地马拉共产主义政府受害者的爱德华·伯内斯。1952年德怀特·艾森豪威尔当选总统后，公司加紧游说，其中委托一家反对社会改革的机构进行调查研究，制作235页的报道抨击危地马拉政府。历史学家表示报告通篇“夸张草率的叙述和诡异的历史理论”，尽管如此还是给阅读过它的国会议员带来不小的影响。总的来说，公司为了让立法者和美国民众相信危地马拉政府需要被推翻，花了50万美元。

### PBFORTUNE行动

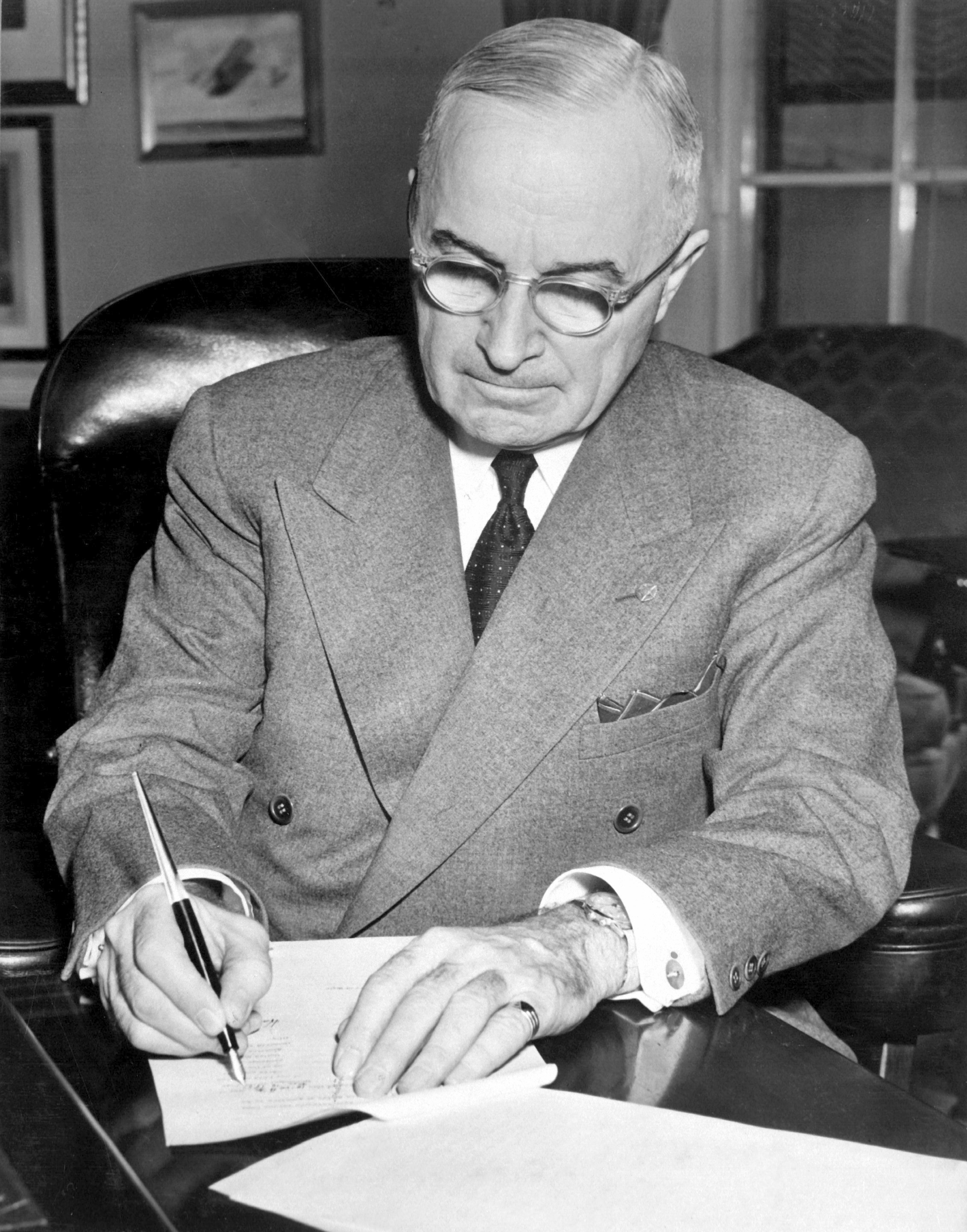
1952年美国总统杜鲁门授权中情局对危地马拉发动政变（图片摄于1950年）。

随着冷战的不断发展以及危地马拉政府和美国企业就日益增多的问题产生冲突，美国政府不断怀疑危地马拉要革命。此外，冷战使杜鲁门政府预先倾向于将危地马拉政府看成共产主义国家。阿雷瓦罗对加勒比军团的支持也使杜鲁门政府担心，将其视为共产主义的载体，而不是它被认为的反独裁力量。直至任期结束，杜鲁门政府仰赖纯粹的外交和经济手段，尝试减少共产主义的潜在影响。1944年后，美国拒绝向危地马拉政府出售军火，1951年开始阻止危地马拉政府购买所有武器。
美国对共产主义影响的担忧在阿本斯1951年当选和1952年颁布第900号法令后增长。1952年4月，尼加拉瓜独裁者安纳斯塔西奥·索摩查·加西亚首次访问美国。他在多个公开演讲中赞扬美国，并获纽约市政府颁发奖章。和特鲁门及其高级官员会面时，索摩查表示，若美国能给他武器，他就会“清洗尼加拉瓜”。该提议没有获得太多人马上支持，但杜鲁门指示中央情报局跟进。中情局接触1949年发动针对总统阿雷瓦罗的政变未遂后流亡海外的军方官员卡洛斯·卡斯蒂略·阿玛斯。中情局认为卡斯蒂略·阿玛斯不论有没有他们的协助都会发动政变，决定给他提供武器和22.5万美元。
接下来几个礼拜，中情局、联合果品公司和索摩查周密地策划政变。中情局联系委内瑞拉的马科斯·佩雷斯·希门内斯和多米尼加共和国的拉斐尔·特鲁希略，这两位美国支持的独裁者都支持计划，同意提供部分协助。PBFORTUNE行动于1952年9月9日正式获得批准前，部分计划中的步骤已经在同年早些时候执行。1952年1月，中情局的国家秘密行动处编写了一份“反共产主义政变后新政府最想马上除掉的共产党人”名单。中情局计划暗杀超过58名的危地马拉人，并逮捕其他人。
1952年底，中情局将计划付诸实施。从联合果品公司借来的一艘货轮在新奥尔良经过特别改装，打着农用机械的幌子装上武器，启航前往尼加拉瓜。然而，计划不久后被中断，当时其他人认为索摩查不明智。最终的结果是国务卿迪安·艾奇逊叫停行动。中情局继续支持卡斯蒂略·阿玛斯，每月给他3000美元的预付费用，外加维持反叛军的资源。

### 艾森豪威尔政府

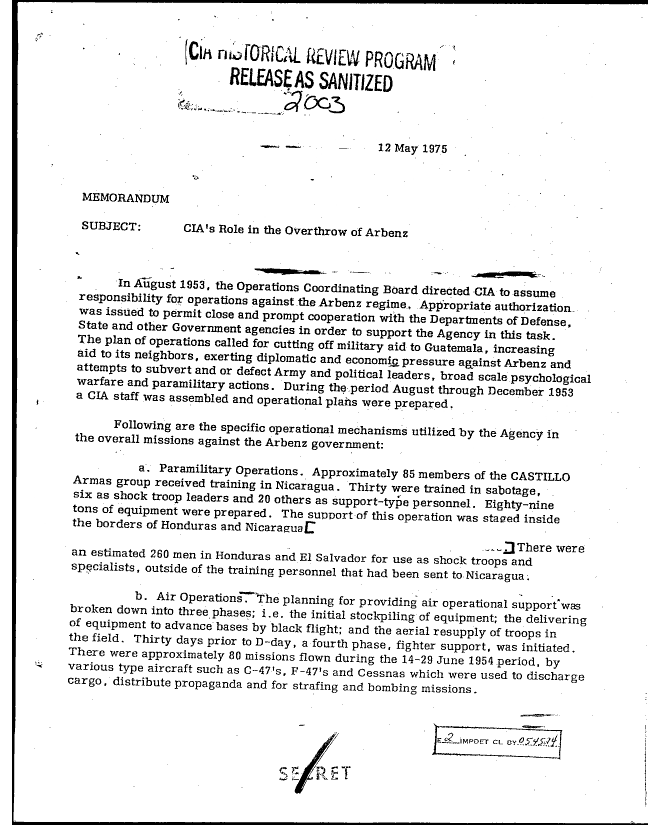
该备忘录描述了中情局于1954年6月准军事行动废黜阿本斯总统的计划。

竞选美国总统的活动大获成功之时，德怀特·艾森豪威尔承诺推行更为积极的反共政策，推回共产主义，而不围堵。在麦卡锡主义于政府圈子里不断增加的氛围中工作，艾森豪威尔比杜鲁门更愿意使用中情局废黜美国不喜欢的政府。尽管PBFORTUNE行动迅速告吹，美国和危地马拉的紧张关系依然加剧，尤其是在共产主义政党危地马拉劳动党获得合法地位，于1953年1月的选举中被列入政府阵线的情况下。比方说，《纽约时报》报道智利诗人巴勃罗·聂鲁达访问危地马拉时，刻意强调他的共产主义信仰，但没有提到他作为拉美最伟大在世诗人的名声。
艾森豪威尔政府的多位人士，包括国务卿约翰·福斯特·杜勒斯及其弟弟、中情局局长艾伦·杜勒斯，和联合果品公司关系密切。杜勒斯兄弟曾在蘇利文和克倫威爾法律事務所工作，凭借该身份为联合果品公司安排几项交易。副国务卿沃尔特·比德尔·史密斯后来成为公司的主管，而公司公关主任的妻子是艾森豪威尔的私人助理。这样多的私交，意味着艾森豪威尔政府想将联合果品公司的利益和美国安全利益混为一谈，政府也就更愿意推翻危地马拉政府。1953年中情局行动推翻伊朗民选首相也加强了艾森豪威尔利用该机构影响海外政治变革的信心。
历史学家和撰写1954年政变文章的作者就联合果品公司作用的相对重要性及对共产主义的担忧（无论是否基于现实）影响美国决定发动1954年政变争辩。多位历史学家认为，联合果品公司的游说和土地的征用是美国的主要动机，这因艾森豪威尔政府内部人士和联合果品公司的财务关系得到加强。其他人认为，政变主要是出于美国的战略利益，了解到阿本斯身边出现一小撮共产党人，使得美国对共产主义影响程度的认识错误。还有一些人认为政变更大的倾向是美国内部反对第三世界的民族主义运动。直到今天，联合果品公司和共产主义观念影响持续，被视作美国行动的动机。

## PBSUCCESS行动

### 计划

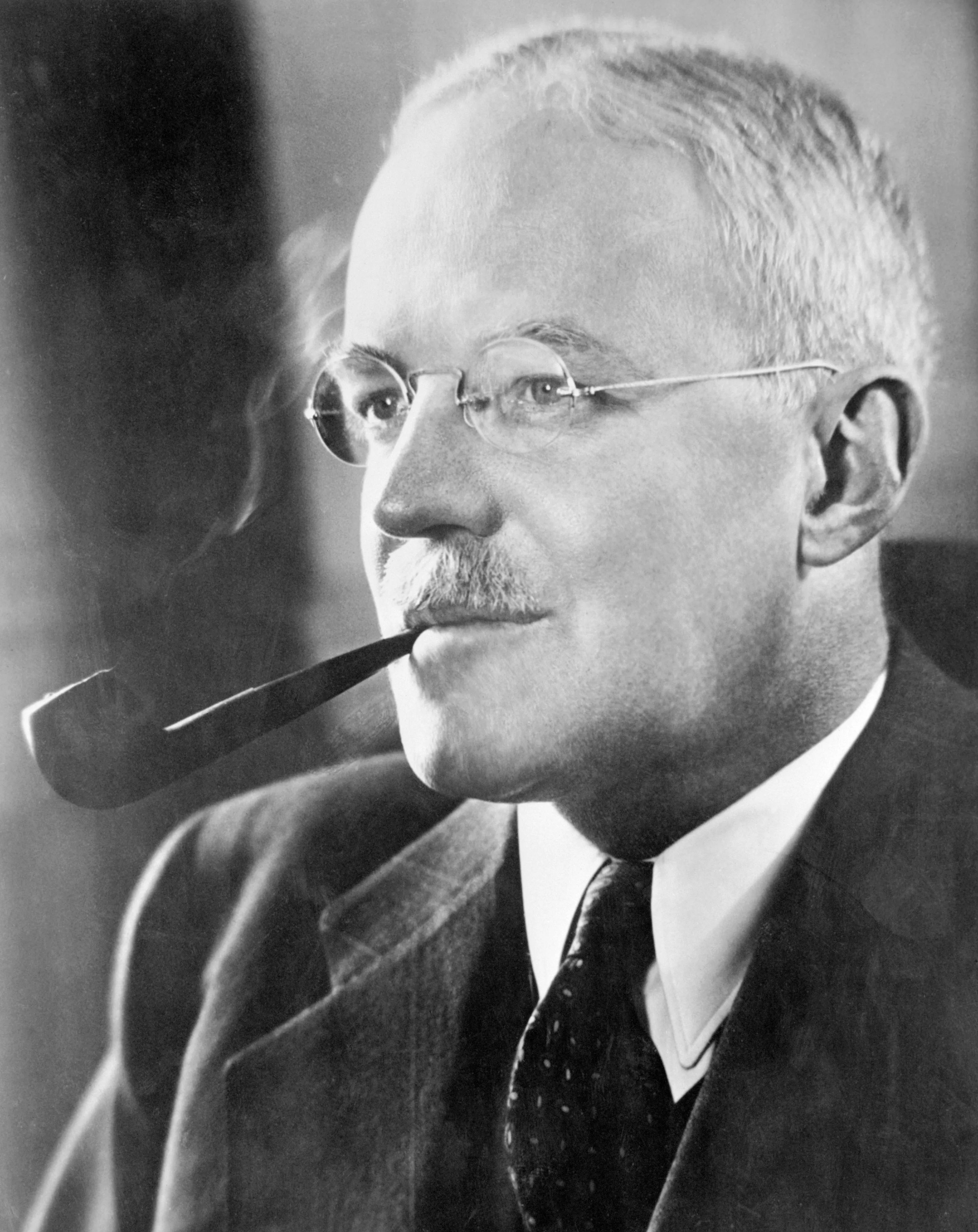
美国国务卿约翰·福斯特·杜勒斯的弟弟艾伦·杜勒斯在1954年政变时是中情局局长。

中情局推翻哈沃斯·阿本斯的行动，代号PBSUCCESS，于1953年8月由艾森豪威尔授权。行动获得用于“心理战和政治行动”的270万美元预算。总预算预计为500万到700万美元，计划雇佣中情局特工100多名。此外，行动还招募大量从危地马拉流亡的人士及周边国家的人。计划包括制作阿本斯政府暗杀目标人物清单，以备策划政变的不时之需。他们还汇编了暗杀技术手册及列出需安插军政府人员名单。
国务院组建了一支外交官团队支持行动。小队由1953年10月出任驻危地马拉大使的约翰·佩乌里弗伊领导。而团队的另一名成员是富有的企业家、外交官威廉·鲍雷，他对航空业有广泛的认识。佩乌里弗伊是激进的反共主义者，担任美国驻希腊大使期间，他向中央情报局表示出合作意向。佩乌里弗伊任期内，尽管与危地马拉军方的关系有所改善，但和危地马拉政府的关系进一步恶化。在呈交给约翰·戴勒斯的报告中，佩乌里弗伊表示他“绝对相信如果（阿本斯）不是共产主义者，那么他肯定会采取行动，直到有人出现”。在中情局内部，行动由国家秘密行动处处长弗兰克·威斯纳指挥。威斯纳选择前美国陸軍上校、后来出任中央情报局驻韩国情报站站长的阿尔伯特·哈尼（Albert Haney）出任战地指挥官。哈尼直接向威斯纳报告，从而将行动从中情局拉美分部中独立，该决策在内部造成紧张。哈尼决定在佛罗里达州奥帕洛卡的一栋隐秘办公大楼内设置指挥部。指挥部代号“林肯”，成为行动的神经中枢。
1953年3月29日，一场提前发生的政变打乱了中情局的行动节奏。下维拉帕斯省首府萨拉马的驻军基地遭到零星突袭。叛乱被迅速压制，部分参与者被捕。几名中情局特工和盟友遭监禁，政变势力削弱。因此，中情局更加依赖危地马拉的流亡组织及其反民主盟友。他们考虑了几位领导政变的候选人。1950年大选输给阿本斯的保守派候选人米格尔·伊迪戈拉斯·富恩特斯受到危地马拉反对派的青睐，但他拒绝乌维科政权内的职务，此外他的欧洲人外表不太可能吸引人占大多数的梅斯蒂索人混血人口。另一名声望颇高的候选人是咖啡种植者胡安·科尔多瓦·赛娜（Juan Córdova Cerna），在担任联合果品公司的法律顾问前，他曾为阿雷瓦罗内阁服务过一段时间。儿子1950年在反政府起义中身亡后，他开始怨恨政府，于1953年在萨马拉策动政变未遂，随后流亡并加入卡斯蒂略·阿玛斯。平民身份使得他的地位比卡斯蒂略·阿玛斯略胜一筹，但他在1954年被诊断出咽喉癌，不得不退出候选名单。因此，自1949年政变未遂以来一直流亡，并从1951年PBFORTUNE行动中断以来受到中情局关注的卡斯蒂略独揽政变大旗。
阿玛斯获得足够的资金，向危地马拉流亡分子和邻国招募一支小型雇佣军，军队名叫解放军。同时，中情局在尼加拉瓜和洪都拉斯设置训练营，向他们提供武器和轰炸机。入侵危地马拉前，美国和两国签署军事协定，允许自由移动更大型的武器。这些准备工作只有表面上的掩盖。中情局希望阿本斯找到他们，计划让危地马拉人民相信推翻阿本斯是既成事实。此外，中情局秘密接触危地马拉乡村地区的所有教会领袖，说服他们在布道时传递反政府信息。

### 加拉加斯会议和美国的宣传
行动准备工作在如火如荼进行时，华府发布一连串谴责声明，声称危地马拉政府被共产主义者渗透。国务院还让美洲国家组织修改将于1954年3月在加拉加斯召开的泛美会议的议程，要求新增被广泛认为针对危地马拉的项目“共产国际对美洲共和国的干预”的条款。1954年1月29日到30日，危地马拉发布文件，公布卡斯蒂略·阿玛斯团队反对者泄露出来的情报。遭泄露的原始文件显示，美国进行了低劣的伪造，增强所拥有的情报，削弱所受指控的可信度。危地马拉随即大肆抓捕卡斯蒂略·阿玛斯的盟友，发布声明暗示“北方的一个政府”正密谋推翻阿本斯。华府否认指控，美国媒体统一口径支持政府。甚至到那时相对中立地报道危地马拉的媒体，如《基督科学箴言报》，都暗示阿本斯屈服于共产主义宣传。部分国会议员还指出危地马拉政府的指控证明它成为了共产主义国家。
在加拉加斯会议上，拉美多个国家向美国寻求经济援助，以及内政继续不受到干涉。美国的目标是通过谴责所谓的共产主义在西半球蔓延。危地马拉外交部长吉利尔莫·托列洛极力反对决议，表示这代表“麦卡锡主义国际化”。尽管代表们支持托列洛的观点，这份反共产主义的决议仍获得通过，只有危地马拉投了反对派，因为独裁统治者的选票依赖美国，还有约翰·杜勒斯经济压力的威胁。代表中对杜勒斯尖锐的反共主义的支持，远没有托列洛和艾森豪威尔所希望的那么强烈，大会还标志着美国的胜利，拉美国家自此对共产主义的看法更加具体。
美国在1951年停止向危地马拉出售军火，同时与附近的洪都拉斯和尼加拉瓜签订双边国防协定，增加军火出货量。美国向危地马拉军方承诺，如果阿本斯下台，他们也能获得军火。1953年，阿本斯向加拿大、德国和罗德西亚购买军火，美国国务院加紧制裁。到1954年，阿本斯非常想要武器，决定秘密从捷克斯洛伐克购买，这是东方集团首次向美洲国家运送军火，被视为在每周建立共产主义滩头阵地的行动。由波兰斯塞新出发的瑞典货运船阿尔弗海姆号将武器运到了危地马拉的大西洋港口巴里奧斯港。美国没有将货船拦下，虽然实施了非法的海军检疫。然而，“危地马拉军官”在《纽约时报》表示“部分武器......不中用，破烂，或者完全不能用”。中情局表示运输这些武器是苏联在美国后院闹事，最终刺激中情局发动政变。
美国在海外的花言巧语，也对危地马拉军队造成影响。军队一直持反共立场，而大使佩乌里弗伊自1953年10月抵达危地马拉，给高级军官们施加了颇大的压力。阿本斯希望阿尔弗海姆的秘密武器货运能用来在军队不忠心的情形下，支援农民民兵。但是美国将货运透露给军官们，阿本斯被迫将军火交给军队，加深了他和将军们的仇隙。

### 卡斯蒂略·阿玛斯的入侵

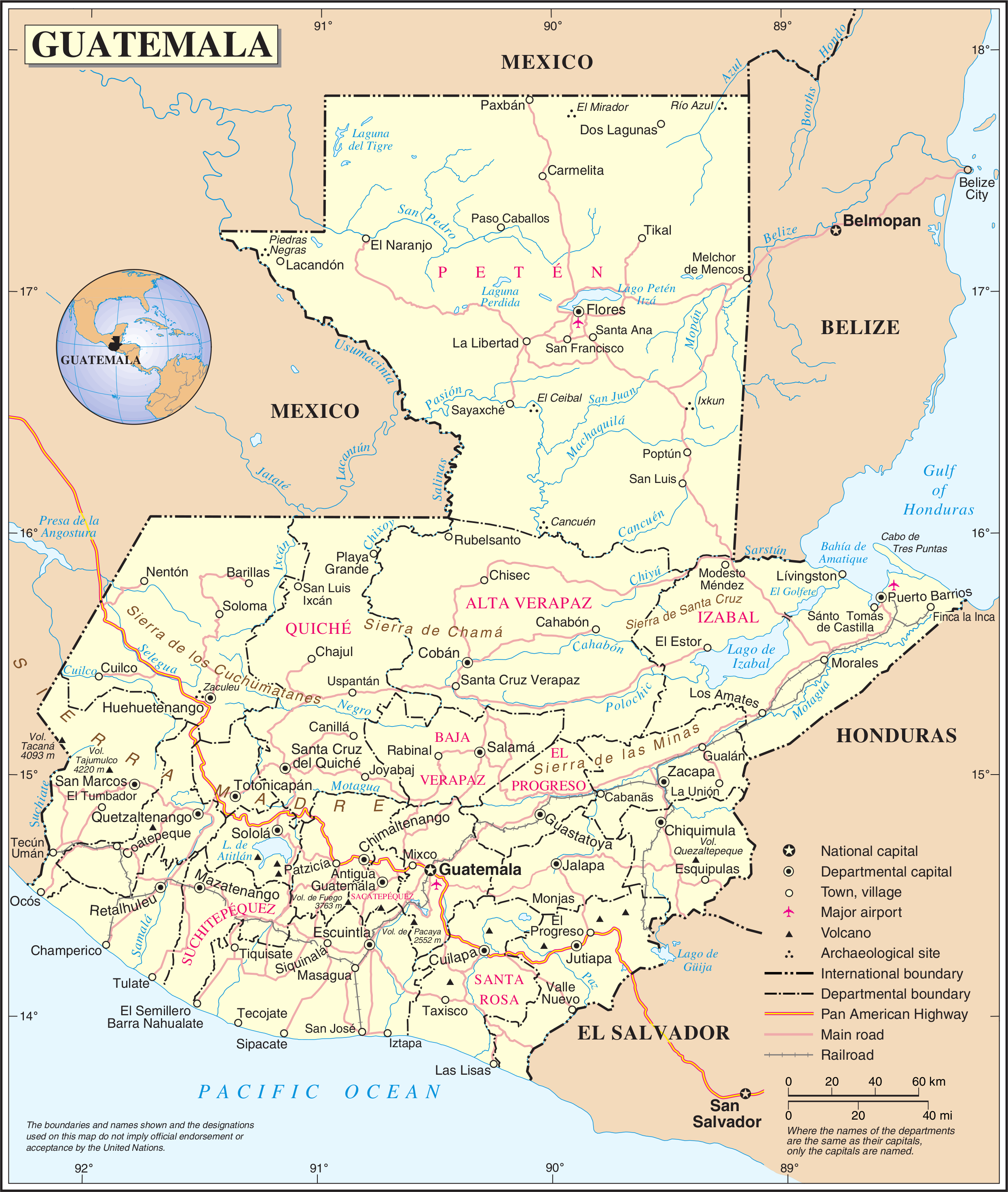
美国中情局训练资助的卡斯蒂略·阿玛斯大军从洪都拉斯和塞尔瓦多侵入危地马拉。侵略军兵分四路，向巴里奧斯港、萨卡帕、埃斯基普拉斯、胡蒂亞帕发起冲击。

卡斯蒂略·阿玛斯手下的480名士兵，兵分四路，于1954年6月15日离开洪都拉斯和萨尔瓦多的巢穴，聚集在危地马拉边境外围的多个城镇。当中人数最多的部队原计划袭击太平洋港市巴里奥斯港，其余则围攻危地马拉军最大的边防哨所且规模较小的埃斯基普拉斯、胡蒂亚帕和萨卡帕。不过，入侵计划很快便面临阻力。其中一支60人的部队在进入边界前，被萨尔瓦多警方拦截拘捕。6月18日上午8点20分，卡斯蒂略·阿玛斯率领入侵部队越过边境。十名蓄意破坏者事先炸毁铁路，切断电话线。与此同时，卡斯蒂略·阿玛斯乘飞机从首都亲政府集会地点上空越过，要求阿本斯立即投降。行动虽然引起首都的短暂恐慌，但由于叛乱分子没能采取任何引起注意的行动，这种恐慌被迅速减弱。尽管他们的飞机在6月19日炸毁了一座桥，卡斯蒂略·阿玛斯的军队耗尽了大量物资，也没有交通工具支援，花了几天时间才抵达目标地点。
叛军抵达目标地点时，遇到了进一步的操作。针对萨卡帕的122名叛军遭到30名危地马拉士兵的拦截和痛击，其中逃出来的叛军只有30位。负责袭击巴里奧斯港的叛军则被警察和码头武装工人镇压，其中许多人逃回洪都拉斯。为了挽回气势，叛军飞机尝试对首都发动空袭。袭击造成的财产损失虽小，却给人们带来了极大的心理影响，许多人认为入侵的军队比实际上更强大。叛军轰炸机需要飞离尼加拉瓜首都马那瓜，所以要限制负载。许多飞机用炸药或燃烧瓶替换炸弹，以较低的负载制造大爆炸。飞机目标是弹药库、游行场地及其他可见目标。
1954年6月27日清晨，中情局一架P-38M闪电式战斗机袭击了圣何塞港，向英国货运船春天峡湾号投掷凝固汽油弹。这艘船被美国公司W.R. 格雷西航运公司包下，满载着危地马拉的棉花和咖啡。事件使中情局损失100万美元的赔偿金。6月22日，另一架叛军飞机轰炸洪都拉斯城镇圣佩德罗德科潘。约翰·杜勒斯从避免外交风波，声称袭击由危地马拉空军策划。几天内，叛军多架轰炸机被危地马拉军方击落，卡斯蒂略·阿玛斯向中情局要求增派更多支援。艾森豪威尔立即同意提供额外的飞机，全力支持叛军。威廉·鲍雷在战机派遣中起到关键作用。

### 心理战
卡斯蒂略·阿玛斯的480人军队即便有美军飞机支援，还是无法击败危地马拉军队。因此，PBSUCCESS行动计划发动心理战，告诉危地马拉人民卡斯蒂略·阿玛斯获胜是既成事实，迫使阿本斯辞职。宣传战在入侵行动前如火如荼地展开，美国新闻署根据中情局的报告撰写数百篇关于危地马拉的文章，在拉丁美洲散发数万张传单。中情局还说服盟国拍摄危地马拉的视频，为美国描述事件提供素材。
阿尔法姆成功逃避检疫，致使华盛顿通过海军加强对危地马拉的恫吓。5月24日，美国发动HARDROCK BAKER行动，对危地马拉实施海上封锁。船只和舰艇在危地马拉海岸巡航，拦截搜查所有靠近的船只，包括违法了国际法的英国和法国船只。不过，英国和法国的反抗不算激烈，希望以此换取美国不干涉他们支付中东叛军殖民地的努力。参与恫吓的不只是海军。5月26日，卡斯蒂略·阿玛斯的飞机飞越首都，散发传单劝说民众反对共产主义，支持卡斯蒂略·阿玛斯。
传播范围最广的心理武器莫过于电台解放之声（Voice of Liberation）。电台于1954年5月1日启播，承担着反共宣传的职责，告诉听众反抗阿本斯政府，支持卡斯蒂略·阿玛斯的解放军。电台声称从危地马拉腹地的丛林中广播，这是许多听众所相信的。实际上，广播由身在迈阿密的危地马拉流亡分子炮制，飞往中美洲，由移动发射器广播。解放之声最初的广播重复了四遍，之后每天两次播送两小时公告。传输信号最初在危地马拉城只能断断续续地听到，一个星期后，中情局显著提升传输功率，危地马拉首都都能清楚接收到信号。历史学家认为，广播在全国各地煽动暴乱，对政变成功起到颇为关键的作用。出于意料地，政府电台为了协助广播，安装了新的天线，同时停止三周信号发射。冲突期间，广播持续不断地播放叛军在首都聚集的夸张消息，大批军队和民众士气低落。

### 危地马拉的回应
阿本斯政府原打算武装战时民兵、工人民兵和政府军，击退入侵。然而，武装部队的抵抗外加民众了解到秘密购买武器的事情，总统被迫只能向政府军发放武器。入侵行动初期，阿本斯向民众公开表示在军事上击败卡斯蒂略·阿玛斯的信心。不过，他担心击败卡斯蒂略·阿玛斯会招惹美国长驱直入。这种顾虑使她起初不打算武装平民，缺乏军事上的理据，也可能让他失去军队的支持。危地马拉军方指挥官卡洛斯·恩里克·迪亚兹告诉阿本斯，军队不想武装平民，认为“军队（会）尽职尽责”。
阿本斯转而通知迪亚兹挑选军官，发动反击。迪亚兹选了一批忠于阿本斯的军官。6月19日夜，驻扎在首都地区的军队离开萨卡帕，和驻军的其他小分队汇合。阿本斯表示“入侵是一场闹剧”，但担心如果军队在洪都拉斯边境被击败，洪都拉斯就会籍此借口，对危地马拉反动战争，引起美国入侵。由于解放之声散播谣言，乡村地区的人们担心第五纵队的袭击迫在眉睫，大批农民去市政府要武器保卫乡村。他们不断表示，武装“成功捍卫了我们的村子”。尽管如此，农民志愿兵还是积极参与政府备战工作，假设路障，向军队捐赠物资。叛军飞机空投的武器货运被拦截后转交给了政府。
阿本斯政府也寻求外交手段，尝试阻止入侵。政府寻求萨尔瓦多和墨西哥的支援，墨西哥拒绝加入，萨尔瓦多政府仅报告了危地马拉对佩乌里弗伊的贡献。阿本斯最大的外交倡议，是将这个问题提交给联合国安全理事会。6月18日，危地马拉外交部长向安理会请求“采取必要措施阻止侵略”，表示尼加拉瓜和洪都拉斯还要对“受我国政府进步政策影响的某些外国垄断”负责。安理会于6月20日召开紧急会议，研讨危地马拉的诉求。在这场旷日持久且场面焦灼的辩论中，尼加拉瓜和洪都拉斯否认有关指控，美国表示艾森豪威尔在二战中担任将军的角色，表明他反对帝国主义。唯一支持危地马拉的国家是苏联。美国及其盟国提议将事件提交到美洲国家组织，遭到苏联投票否决。危地马拉继续推动安理会展开调查，该提议得到英国和法国支持，但6月24日被美国否决，这是美国第一次否决盟友提案。同时，美国还向两国的外交官威胁称会停止支持他们的其他倡议。联合国秘书长达格·哈马舍尔德表示，美国的地位是“目前为止（对联合国）最严重的打击”。其后美洲和平委员会设立调查特派团，华盛顿利用其影响力推延特派团入境，直至政变成功，军事独裁统治政权安插上位。

### 阿本斯辞职
阿本斯最初自信他的军队会迅速派遣反叛军，而30人小驻军队大胜180人反叛军的战绩增加了他的信念。6月21日，据信忠于阿本斯陆军上校维克多·M·里昂（Víctor M. León）指挥的危地马拉政府军在萨卡帕集合。里昂告诉阿本斯，反击行动因后勤原因推迟，但向他保证并不担心，表示击败卡斯蒂略·阿玛斯不需很久。政府其他成员没有作保证。陆军参谋长帕利内罗于6月23日视察萨卡帕军队后，认为军队不会开战，便回到首都。他担心美国的干涉正中卡斯蒂略·阿玛斯的下怀，没有将他的怀疑上报给阿本斯。劳动党领导也开始有所怀疑，代理秘书长贝尔纳多·阿尔瓦拉多·门松派一名中央委员到当地调查。委员在6月25日返回，表示军队士气非常低落，不愿意参战。门松把情况报给阿本斯，阿本斯迅速派去另一位调查员。这位调查员作出同样的报告，还把萨卡帕军官要求他辞职的口信带来。军官认为，美国极力支持叛军，战败在所难免，阿本斯应该对此负责。他表示，如果阿本斯不愿辞职，军队可能会擅自和卡斯蒂略·阿玛斯达成协议，跟他一起行军到首都。
在此期间，阿玛斯着手加紧空袭，艾森豪威尔批准了额外的飞机。不过，阿玛斯方的物资有限，胜算不大，当中许多炸弹是二战遗留下来的，没有爆炸。尽管如此，他们在心理战方面的成效显著。6月25日，阿本斯收到军方最后通牒，知道阿玛斯已经在军事上取得胜利，击败了奇基穆拉的危地马拉驻军。后来，这被证明是阿玛斯在军事上唯一一次胜利。历史学家皮耶罗·格雷耶瑟斯（Piero Gleijeses）表示，如果叛军没有美国的支持，政府军的军官会保持对阿本斯的忠诚。尽管他们每个人不一定都支持阿本斯，但至少对阿玛斯更为警惕，民族主义观点也会很强烈。正因为如此，他们认为美国会在军事上干预，引发一场他们不可能获胜的战争。
6月25日夜间，阿本斯召集政府高层、政党和工会会议。迪亚兹上校也在场。总统告诉打架，萨卡帕军方已经放弃政府，民众必须武装保卫国家。迪亚兹没有提出反对，工会承诺了上千人的军队。然而第二天军队集合时，只有寥寥百来人到场。首都民众曾在1944年大罢工和1949年未遂政变中两次支持危地马拉革命，但是这一次，军队受到美国的威胁拒绝参战。公会成员不愿意为入侵者和他们自己的军队而战。见此情况，迪亚兹放弃对总统的支持，开始与其他高级军官密谋推翻阿本斯。他们告诉佩乌里弗伊计划，要他停止敌对，换取阿本斯辞职。佩乌里弗伊答应安排休战，策划者去找阿本斯，把决定告诉她。阿本斯非常疲惫，他想至少保留他的民主改革措施，没有提出异议，同意了决定。把决定通知了内阁后，他在1954年6月27日晚上8点离开总统官邸，而录制好的辞职演说在一个小时后播放。在演说中，他表示辞职是要消除“入侵的借口”，希望能保持1944年10月革命的成果。之后他来到墨西哥大使馆寻求政治庇护，两个月后，他安全离开国家，流亡墨西哥。120多名阿本斯支持者或共产主义者也获准离开，中情局所设想的暗杀计划都没有实际实施
。

### 军政府
总统宣布辞职后不久，迪亚兹在电台宣布会接管政府，军队会继续抗击阿玛斯入侵。他和埃尔费高·埃尔南·门森·奥古雷和何塞·安格尔·桑切斯掌管了军政府。两天后佩乌里弗伊大使要迪亚兹辞职，按照中情局一位官员的话，迪亚兹不利于美国外交政策。佩乌里弗伊痛斥迪亚兹允许阿本斯在辞职演讲中批评美国。与此同时，一名训练有素的美国飞行员在政府军的主要炸药库投放炸弹，恫吓上将。不久后，较容易受美国利益摆布的门森上将率领和平政变，迅速推翻迪亚兹。后来，迪亚兹表示佩乌里弗伊给他看了一份共产党员名单，要求翌日将上面的人杀掉。迪亚兹拒绝，佩乌里弗伊继续紧逼。6月17日，萨卡帕的军方领导人开始和阿玛斯何谈。双方签署和平协议，协议规定为换取大赦，萨卡帕军方三天后交由阿玛斯统帅。几天后军队返回军营，“沮丧，有一种可怕的失败感”。
尽管门森是坚定的反共人士，多次表示忠于美国，不过他还是不愿意将权力交给阿玛斯。迪亚兹的下台使得佩乌里弗伊相信中情局应该采取手段，让国务院在和危地马拉政府的谈判中扮演主要角色。国务院让萨尔瓦多的独裁者奥斯卡·奥索里奥邀请所有人到首都圣萨尔瓦多会谈。奥索里奥同意，门松和阿玛斯于6月30日抵达。佩乌里弗伊最初留在危地马拉城，避免显得美国的作用过重。但第一天的谈判接近崩溃，他不得不前往。按照杜勒斯的话，佩乌里弗伊的角色是让“一些首脑一起崩溃”。没有美国的支持，门松和阿玛斯都不能保持权力，因此佩乌里弗伊被迫各方达成协议，协议于7月2日凌晨4点45点公布。根据协议，阿玛斯及其下属、少校恩里克·特立尼达·奥利瓦（Enrique Trinidad Oliva）加入了由门森领导的三人军政府，门森保留总统职位。7月7日，军政府中支持门森的杜波依斯（Dubois）和克鲁兹·萨拉萨尔（Cruz Salazar）辞职，两人在门森不知道的情况下做了这个秘密协议。寡不敌众的门森也辞职，从而一致同意阿玛斯当选军政府总统。美国回报两名将军的合作，每人给了10万美元。7月13日，美国迅速承认新政府。就任总统后不久，阿玛斯面临着军队年轻学员的政变威胁，学员们不满军队向他投诚。政变最终被粉碎，造成29人死亡，91人受伤。10月初，大选举行，当时所有政党都被禁止参加选举。阿玛斯成了唯一的参选人，以99%的选票赢得大选，完成权力过渡。

### 各方反应
政变遭全世界唾骂。巴黎《世界报》和伦敦《泰晤士报》谴责美国发动政变是“经济殖民主义的现代版”。拉美民众和官员猛烈批评美国，许多人认为危地马拉是武装抵抗美国霸权主义的象征。时任英国首相克莱门特·艾德礼认为政变是“明晃晃的侵略行为”。艾伦·杜勒斯认为政变是“民主”战胜共产主义的一次胜利，表示危地马拉的局势“是被危地马拉人自己拯救的”，但一位英国官员表示：“在某些地方，这几乎像是莫洛托夫谈论捷克斯洛伐克或希特勒谈论奥地利一样”。联合国秘书长哈马舍尔德表示，美国废黜危地马拉民选政府的准军事入侵行动，是违反《联合国宪章》人权规定的地缘政治行为。就连立场亲美的西德报纸也谴责政变。美国国家安全档案馆墨西哥项目主任凯特·多伊尔（Kate Doyle）认为政变给危地马拉民主判了最终死刑。
政变得到美国政治家们的广泛支持。历史学家皮耶罗·格雷杰西认为，共和民主两党的外交政策展现了对美国在中美洲霸权的不团结，使得他们倾向于看到不存在的共产主义威胁。因此艾森豪威尔延续门罗主义继续得到两党支持。政变也在拉美遭到批评，阿本斯被推翻后，当地出现反美示威浪潮，这种情绪持续了此后持续了几十年。历史学家指出，政变使得美国时任副总统理查德·尼克松四年后出访拉丁美洲遭到敌对的原因。美国国务院的一项研究发现，十一个国家的民众针对政变发起示威行动，尽管其中有些人亲美。历史学家约翰·刘易斯·加迪斯指出，中情局在伊朗和危地马拉所起到的作用，使得它在“整个拉美和中东地区享有几近神话般的声誉，就是说作为一种工具，只要美国愿意，就会用它废除不喜欢的政府。”

## 后续

### 掩盖行动

特勤队在行动期间搜查危地马拉工人党的办公室，以期找出证明阿本斯政府犯罪的“罪证”。

中情局发起PBHistory行动分析阿本斯政府文件，特别找出危地马拉共产党受到苏联影响的证据，为1954年政变辩解。由于阿本斯政府遭到迅速推翻，中情局认为政府不会有时间销毁罪证文件，可以分析文件证明阿本斯和苏联所谓的关系。中情局也相信，这有助于更好地理解拉美各国共产党的运作，而中情局在这方面的真实信息非常少。最终的动机，则是国际社会对政变的评价非常负面，就连美国的盟友的也是如此，中情局希望行动抵消反美情绪。行动于1954年7月4日启动，四名中情局特工专门研究共产党结构的专家带领下，抵达危地马拉城。他们的目标包括阿本斯的私人财产、警方文件和危地马拉劳动党总部。
调查最初找不出任何与苏联有关的线索，中情局决定扩大行动，于8月4日派出人数更多的团队，成员有来自国务院和新闻署的。特勤队代号社会调查组（Social Research Group）。为了避免触怒危地马拉的民族主义者，中情局反而选择将文件留在危地马拉，同时资助危地马拉情报部门成立，离间共产主义组织。因此美国国家反共产主义防御委员会于7月20日成立，该组织在军事和警察职能方面获得了很大的权力。新机构人员负责分析同样的文件。行动的文件分析阶段于1954年9月28日结束，50万份文件收到检查。美国各政府部门在情报使用问题上分歧较大：中情局希望用在颠覆共产党人上，新闻署想用于政治宣传。中情局行动领导保留对秘密行动所需要的任何文件的控制权。中情局给阿根廷共产党人切·格瓦拉建立的档案中，开头便是行动的结果。
在随后的十年中，许多作家利用文件出版书籍，当中大多数得到中情局的秘密协助，以倾向于中情局的角度描述危地马拉革命和1954年政变。尽管中情局不懈努力，国际社会和学术界仍然极力批评美国政策，甚至是中情局资助的书籍也对其角色有所批评。找出证明危地马拉劳动党是苏联傀儡，或者和莫斯科有任何联系的证据的目标未能实现。然而苏联对政变的描述，即美国压制民主革命，保护联合果品公司对危地马拉经济的控制权得到了更广泛的接受。历史学家马克·霍夫（Mark Hove）认为行动“被证明是无效的，因为拉美社会对美国干预危地马拉有‘闷闷不乐的新怨恨’。”

### 政治遗产
1954年政变在危地马拉国内外造成极大的政治影响。1953年伊朗民选总理被推翻不久后，推翻阿本斯较为轻易，使得中情局对自身策动政变的能力过度自信，到1961年入侵猪湾失败。政变时，25岁的埃内斯托·切·格瓦拉住在危地马拉。屡次与政治联合抗争失败后，格瓦拉在阿根廷大使馆寻求庇护，之后最终从安全通道进入墨西哥，投身古巴革命。危地马拉政变中的经历，很大程度上使他坚信“武装反抗帝国主义的必要性”，在古巴革命中利用军事策略制胜。阿本斯在危地马拉政变中的经历，也同样使得古巴的菲德尔·卡斯特罗政权挫败中情局的入侵。在多年的危地马拉革命中，美国政策制定者和美国媒体都认同共产主义威胁论。阿本斯宣布已经证明美国参与了萨拉姆事件，美国极力驳斥，几乎所有美国媒体都把卡斯蒂略·阿玛斯的入侵描绘成对抗共产主义的戏剧性胜利。拉美媒体对美国的批评并不十分克制，而政变也导致该地区的反美情绪持续很长时间。
在国内，卡斯蒂略·阿玛斯担心失去广泛支持，打算消灭所有反对声音。他迅速逮捕上千名反对派领导，把他们标榜为共产党，同时废除1945年，授予直接给了自己滥权机会。监狱人满为患，便修建集中营关押犯人。在艾伦·杜勒斯的提议下，卡斯蒂略·阿玛斯拘禁了大量想逃难的公民。他还成立了全国反共防御委员会，该组织有逮捕、拘留和驱逐的广泛权力。在接下来的几年中，委员会调查约7万人。许多人被拘禁，处决或“失踪”，而一般未经审判。他还取缔了所有工会、农民组织和政党，除了他自己的党、执政到1957年、但在往后的数十年中依然保有影响力的危地马拉民族解放运动。阿玛斯对让他掌权的军官和雇佣兵的依赖，也使得腐败现象横生，艾森豪威尔政府很快便拿出几百万美元资助危地马拉政府。阿玛斯还推翻了阿本斯的土地改革政策，使得美国大使馆认为他的政策和之前相比“后退了一大步”。联合果品公司并未从政变中获益。尽管保留了大多数特权，公司的利润依旧持续下跌，最终要和另一家公司才能避免破产局面。尽管政变也使得当地天主教会的领导们受影响，但由于许多反共国家认为教会过于同情社会主义政党，之前的政府施行的反天主教限制政策在20世纪60年代恢复。

### 内战

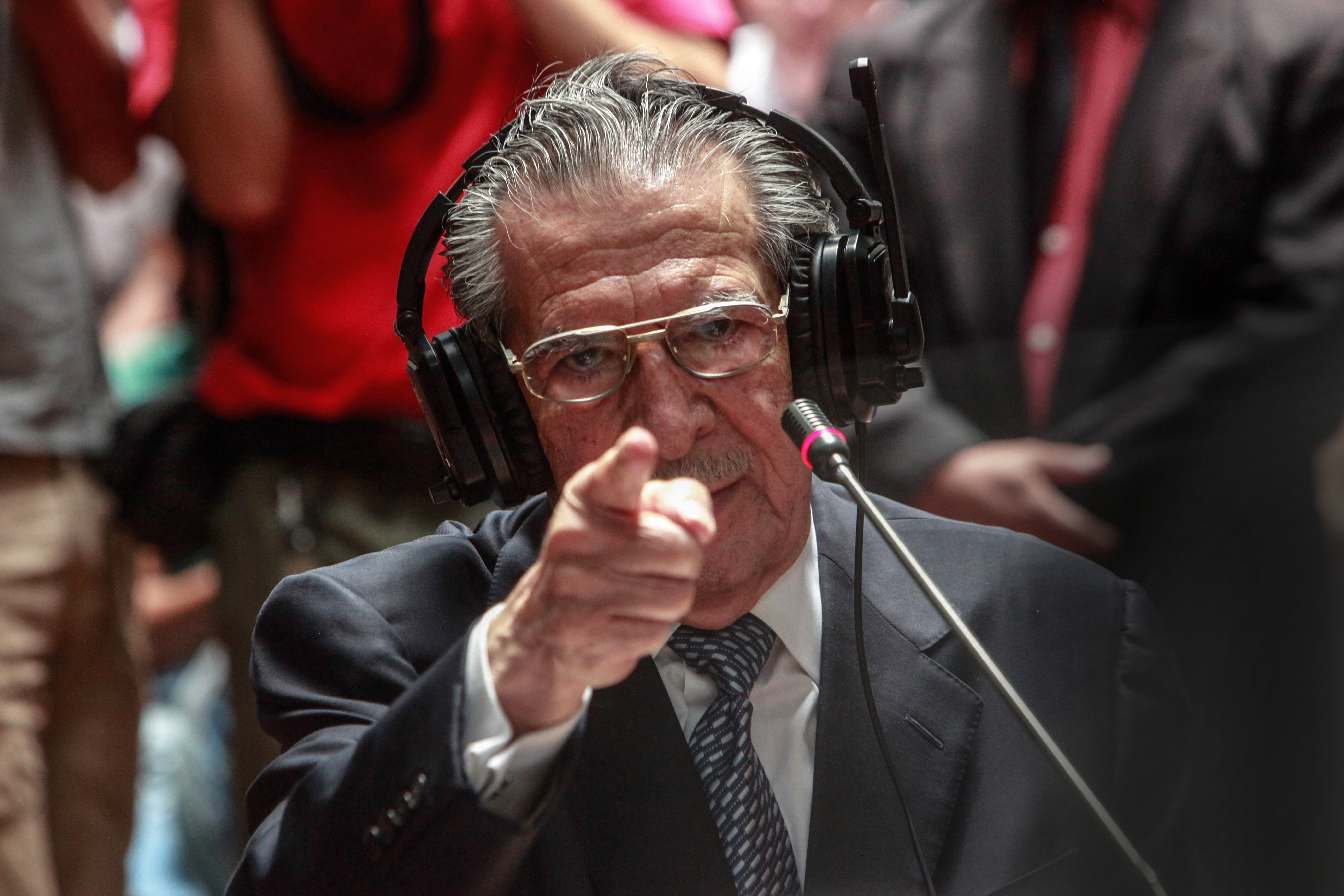
里奧斯·蒙特在内战中暴力行为尤为猖獗的几年中担任危地马拉总统。

多个文官政府推行积极的推回政策，导致农村地区自1960年起发生一连串左翼叛乱。这导致美国支持的危地马拉军政府和经常得到很大程度支持的左翼叛乱分子陷入长达36年的危地马拉内战。其中规模最大的运动由弱者游击队率领，该组织巅峰时期成员达27万。内战期间，双方都对平民犯下暴行，其中93%在美军的支持下实施，而美军曾在80年代对当地的土著玛雅人发动种族灭绝的焦土运动。里奧斯·蒙特和费尔南多·罗密欧·卢卡斯·加西亚在位时，这类暴力行为尤其严重。
此外，屠杀平民、强奸、空袭和强迫失踪等侵犯人权的行为也有发生。格雷耶瑟斯认为危地马拉“被恐惧的文化统治”，在拉美地区侵犯人权的历史中留下可怕的记录。这些暴行部分是政府采取尤为残酷的策略平息叛乱导致的。1954年政变代表反共斗争的意识形态表述，也常被用于证明80年代暴力行为的合理性。历史学家将内战的暴行归咎于1954年政变及其所产生的“反共妄想”。到1996年内战结束，游击队和政府达成和平协议，互相赦免对方的士兵。据估计，内战导致20万平民死亡。

### 道歉
1999年3月，美国总统比尔·克林顿向危地马拉政府道歉，承认美国支持的独裁政权犯下暴行。他表示：“对于美国来说，我必须明确指出，支持军队和情报部门参与暴行及广泛的镇压是错误的，美国不能重复这样的错误。”克林顿致歉前不久，真相委员会发布了报告，证明美国支持军队实行种族灭绝政策。
2011年5月，危地马拉政府和阿本斯的在世家属签署协议，归还阿本斯的遗产，就政府驱逐他处境公开道歉。阿本斯的近亲们还获得经济补偿。2011年10月20日，危地马拉总统阿尔瓦罗·科洛姆在危地马拉国家宫向活跃于国内政坛的阿本斯儿子雅各布·阿本斯·维拉诺瓦正式道歉。科洛姆表示：“这对危地马拉社会来说是犯罪，对开启民主春天的政府来说是侵略行为。”